# Città di Port Augusta
La città di Port Augusta è una Local Government Area che si trova in Australia Meridionale. Essa si estende su una superficie di 1.153,1 chilometri quadrati e ha una popolazione di 14.669 abitanti. La sede del consiglio si trova a Port Augusta.